# Női 4 × 100 méteres gyorsváltó a 2009-es úszó-világbajnokságon
A női 4 × 100 méteres gyorsváltó versenyt a 2009-es úszó-világbajnokságon július 26-án rendezték meg. Egy nap volt selejtező és a döntő.

## Érmesek
| Arany | Ezüst                                                                                | Bronz |
| Hollandia · Inge Dekker · Ranomi Kromowidjojo · Femke Heemskerk · Marleen Veldhuis · Hinkelien Schreuder* | Németország · Britta Steffen · Daniela Samulski · Petra Dallmann · Daniela Schreiber | Ausztrália · Lisbeth Trickett · Marieke Guehrer · Shayne Reese · Felicity Galvez · Sally Foster* · Meagan Nay* |

* Csak a selejtezőkben úsztak, de kaptak érmet.

## Rekordok
|                    | Név                                                                                              | Nemzetiség | Idő     | Helyszín  | Dátum             |
| ------------------ | ------------------------------------------------------------------------------------------------ | ---------- | ------- | --------- | ----------------- |
| Világcsúcs         | Inge Dekker (53.77) Ranomi Kromowidjojo (53.61) Femke Heemskerk (53.62) Marleen Veldhuis (52.62) | Hollandia  | 3:33.62 | Eindhoven | 2008. március 18. |
| Világbajnoki csúcs | Lisbeth Lenton (53.42) Melanie Schlanger (53.95) Shayne Reese (54.90) Jodie Henry (53.21)        | Ausztrália | 3:35.48 | Melbourne | 2007. március 25. |

## Eredmények

### Selejtező
| Helyezés | Selejtező | Pálya | Nemzetiség | Úszók | Idő     | Megj.  |
| -------- | --------- | ----- | ---------- | --- | ------- | ------ |
| 1        | 3         | 5     | GER        | Britta Steffen (53.76) Daniela Samulski (53.81) Petra Dallmann (53.69) Daniela Schreiber (53.48)                        | 3:34.74 | CR, NR |
| 2        | 4         | 4     | NED        | Femke Heemskerk (53.83) Hinkelien Schreuder (54.93) Inge Dekker (52.97) Ranomi Kromowidjojo (53.21)                     | 3:34.94 |        |
| 3        | 2         | 4     | AUS        | Sally Foster (54.18) Marieke Guehrer (53.47) Shayne Reese (53.19) Meagan Nay (54.42)                                    | 3:35.26 |        |
| 4        | 3         | 6     | SWE        | Therese Alshammar (54.27) Josefin Lillhage (53.55) Sarah Sjöström (53.14) Gabriella Fagundez (54.35)                    | 3:35.31 | NR     |
| 5        | 4         | 5     | CHN        | Li Zhesi (54.27) Zhu Qianwei (54.34) Tang Yi (54.03) Pang Jiaying (54.21)                                               | 3:36.85 |        |
| 6        | 4         | 3     | GBR        | Fran Halsall (53.02) CR, NR Caitlin McClatchey (54.98) Katherine Wyld (54.80) Amy Smith (54.22)                         | 3:37.02 | NR     |
| 7        | 3         | 4     | USA        | Julia Smit (54.25) Kate Dwelley (54.65) Caitlin Geary (54.59) Christine Magnuson (53.63)                                | 3:37.12 |        |
| 8        | 3         | 2     | HUN        | Dara Eszter (55.29) Verrasztó Evelyn (53.90) Mutina Ágnes (54.28) Hosszú Katinka (54.17)                                | 3:37.64 | NR     |
| 9        | 3         | 3     | CAN        | Victoria Poon (54.70) Erica Morningstar (54.84) Geneviève Saumur (53.89) Heather MacLean (54.79)                        | 3:38.22 | NR     |
| 10       | 2         | 5     | FRA        | Aurore Mongel (54.77) Hanna Shcherba (54.66) Ophelie-Cyrielle Etienne (55.44) Malia Metella (53.79)                     | 3:38.66 |        |
| 11       | 2         | 3     | JPN        | Haruka Ueda (54.88) NR Hanae Ito (55.00) Yayoi Matsumoto (54.98) Misaki Yamaguchi (54.03)                               | 3:38.89 | NR     |
| 12       | 2         | 6     | RUS        | Olga Klyuchnikova (54.88) NR Victoriya Andreeva (54.79) Maria Ugolkova (55.56) Anastasia Aksenova (55.25)               | 3:40.48 | NR     |
| 13       | 4         | 6     | ITA        | Renata Fabiola Spagnolo (55.68) Laura Letrari (54.68) Erica Buratto (55.19) Silvia Di Pietro (55.52)                    | 3:41.07 |        |
| 14       | 3         | 7     | BLR        | Yulia Khitraya (56.59) Aljakszandra Heraszimenya (53.75) Svetlana Khokhlova (55.44) Iryna Niafedava (56.74)             | 3:42.52 |        |
| 15       | 4         | 1     | FIN        | Linda Laihorinne (56.63) Emilia Pikkarainen (56.50) Riia-Rosa Koskelainen (56.02) Hanna-Maria Seppälä (53.83)           | 3:42.98 |        |
| 16       | 2         | 7     | SVK        | Katarina Listopadova (57.14) Katarina Filova (55.27) Miroslava Syllabova (56.44) Martina Moravcová (54.78)              | 3:43.63 |        |
| 17       | 2         | 0     | BEL        | Nina Van Koeckhoven (56.67) Sascha Van den Branden (56.49) Annelies de Mare (56.12) Jolien Sysmans (55.37)              | 3:44.65 | NR     |
| 18       | 2         | 2     | IRL        | Fiona Doyle (56.57) NR Clare Dawson (56.16) Niamh O'Sullivan (57.38) Melanie Nocher (57.10)                             | 3:47.21 | NR     |
| 19       | 4         | 2     | SIN        | Quah Ting Wen (56.14) Lim Xiang Qi Amanda (56.26) Ong Chui Bin Mylene (57.46) Lim Shu En Lynette (57.68)                | 3:47.54 |        |
| 20       | 3         | 1     | BAH        | Alana Dillette (57.11) Arianna Vanderpool-Wallace (54.85) Teisha Lightbourne (58.52) Alicia Lightbourne (57.86)         | 3:48.34 | NR     |
| 21       | 4         | 7     | VEN        | Arlene Semeco (55.98) Jeserick Pinto (57.83) Ximena Vilar (57.06) Yennifer Marquez (58.28)                              | 3:49.15 | NR     |
| 22       | 1         | 5     | UKR        | Dar'ya Stepanyuk (55.43) Oksana Serikova (56.38) Kseniya Grygorenko (59.82) Daryna Zevina (57.63)                       | 3:49.26 |        |
| 23       | 2         | 1     | LTU        | Rugile Mileisyte (56.94) Grite Apanaviciute (58.16) Raminta Dvariskyte (1:00.71) Aiste Dobrovolskaite (59.16)           | 3:54.97 |        |
| 24       | 4         | 9     | MLT        | Nicol Cremona (1:02.14) Melinda Sue Micallef (59.71) Davina Mangion (1:00.80) Talisa Pace (1:00.34)                     | 4:02.99 |        |
| 25       | 4         | 8     | MAC        | Ma Cheok Mei (1:00.64) Tan Chi Yan (1:01.35) Fong Man Wai (1:01.07) Che Lok In (1:01.69)                                | 4:04.75 |        |
| 26       | 3         | 8     | IND        | Chittaranjan Shubha (1:00.68) Murugaperumal Mercy Venpa (1:06.93) Pooja Raghava Alva (1:03.86) Talasha Prabhu (1:00.94) | 4:15.41 |        |
| 27       | 2         | 8     | SEN        | Binta Zahra Diop (1:01.79) Ouleye Diallo (1:04.66) Mareme Faye (1:07.01) Khadidiatou Dieng (1:01.96)                    | 4:15.42 | NR     |
| 28       | 1         | 4     | MOZ        | Monica Bernardo (1:03.18) Jessika Cossa (1:05.56) Faina Salate (1:04.04) Gessica Stagno (1:05.12)                       | 4:17.90 |        |
| 29       | 4         | 0     | ALB        | Sara Abdullahu (1:00.36) Reni Jani (1:09.79) Debora Keci (1:06.78) Rovena Marku (1:04.30)                               | 4:21.23 |        |
| 30       | 3         | 0     | PAK        | Kiran Khan (1:08.30) Aqsa Tariq (1:13.55) Rida Mitha (1:11.34) Mahnoor Moqsood (1:09.82)                                | 4:43.01 |        |
| –        | 1         | 3     | ZIM        | Moira Fraser (58.74) Kirsten Lapham Kimberley Eeson Nicole Horn                                                         | DSQ     |        |

### Döntő
| Helyezés  | Pálya | Nemzetiség | Úszók                                                                                                   | Idő     | Megj. |
| --------- | ----- | ---------- | --- | ------- | ----- |
| Aranyérem | 5     | NED        | Inge Dekker (53.61) Ranomi Kromowidjojo (52.30) Femke Heemskerk (53.03) Marleen Veldhuis (52.78)        | 3:31.72 | WR    |
| Ezüstérem | 4     | GER        | Britta Steffen (52.22) WR Daniela Samulski (53.49) Petra Dallmann (53.75) Daniela Schreiber (52.37)     | 3:31.83 | NR    |
| Bronzérem | 3     | AUS        | Lisbeth Trickett (52.62) OC Marieke Guehrer (53.60) Shayne Reese (53.25) Felicity Galvez (53.54)        | 3:33.01 | OC    |
| 4         | 1     | USA        | Amanda Weir (54.47) Dara Torres (53.72) Christine Magnuson (53.86) Dana Vollmer (53.18)                 | 3:35.23 |       |
| 5         | 6     | SWE        | Therese Alshammar (53.58) NR Josefin Lillhage (53.58) Sarah Sjöström (53.62) Gabriella Fagundez (54.57) | 3:35.35 |       |
| 6         | 2     | CHN        | Li Zhesi (54.04) Zhu Qianwei (53.73) Tang Yi (54.16) Pang Jiaying (53.70)                               | 3:35.63 | AS    |
| 7         | 7     | GBR        | Fran Halsall (53.31) Caitlin McClatchey (54.43) Katherine Wyld (54.74) Amy Smith (54.51)                | 3:36.99 | NR    |
| 8         | 8     | HUN        | Dara Eszter (55.09) Verrasztó Evelyn (54.20) Mutina Ágnes (54.74) Hosszú Katinka (55.50)                | 3:39.53 |       |